# Беленюк, Жан Венсанович
Жан Венсанович Беленюк (фамилия при рождении Ндагиджимана; укр. Жан Венсанович Беленюк (Ндагіджимана); род. 24 января 1991, Киев, УССР) — украинский борец греко-римского стиля и политик. Олимпийский чемпион 2020 года, серебряный призёр Олимпийских игр 2016 года и бронзовый призёр Олимпийских игр 2024 года, двукратный чемпион мира (2015, 2019), трёхкратный чемпион Европы (2014, 2016, 2019), чемпион Европейских игр 2019 года. Заслуженный мастер спорта Украины. Заслуженный работник физической культуры и спорта Украины (2024). Народный депутат Верховной рады Украины IX созыва с 2019 года. Член депутатской фракции политической партии «Слуга Народа».

## Биография
Родился 24 января 1991 года в Киеве. Его отец, гражданин Руанды, впоследствии (в 1994 г.) погиб в результате военного переворота в ходе гражданской войны на родине. Воспитывался мамой украинкой. Борьбой занялся в 2000 году.
В 2010 году стал серебряным призёром чемпионата мира среди юниоров. В 2011 году стал чемпионом Европы среди юниоров и бронзовым призёром чемпионата мира по греко-римской борьбе среди юниоров. В 2012 году завоевал бронзовую медаль чемпионата Европы. В 2013 году стал бронзовым призёром Летней Универсиады в Казани. В 2014 году стал чемпионом Европы и бронзовым призёром чемпионата мира. В 2015 году завоевал серебряную медаль Европейских игр. В 2016 году вновь стал чемпионом Европы. Олимпийский чемпион 2020 года в Японии.

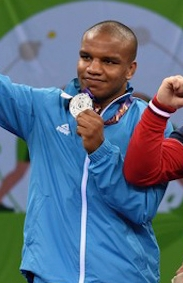
Беленюк на Европейских играх 2015 года

10 сентября 2015 года, победив в финале чемпионата мира по борьбе чемпиона Азии Рустама Ассакалова из Узбекистана со счётом 6:0, стал чемпионом мира в весовой категории до 85 кг. 15 августа 2016 года стал серебряным призёром летних Олимпийских игр в Рио-де-Жанейро в весовой категории до 85 кг, проиграв в финале россиянину Давиту Чакветадзе.
После выступления на Олимпийских играх 2016 Беленюк рассказал о плохих условиях для подготовки борцов на Украине, однако опроверг домыслы о возможной смене гражданства.
На предолимпийском чемпионате планеты в Казахстане в 2019 году в весовой категории до 87 кг, Жан завоевал золотую медаль, став чемпионом мира, и получил олимпийскую лицензию для своего национального Олимпийского комитета.
На чемпионате Европы по борьбе 2021 года, который проходил в Варшаве, украинский спортсмен в весовой категории до 87 кг, сумел завоевать бронзовую медаль.
4 августа 2021 года на летних Олимпийских играх 2020 в Токио завоевал золотую медаль, победив в финале Виктора Леринца. В 2022 и 2023 годах становился чемпионом Украины.
Окончил Национальный университет физического воспитания и спорта Украины (магистр психологии спорта) и Межрегиональную академию управления персоналом по специальности «Управление бизнесом».
Спортсмен-инструктор ЦСКА ВСУ, лейтенант Вооружённых сил Украины.
С 29 августа 2019 года — Народный депутат Верховной рады Украины IX созыва от партии «Слуга народа». Был на выборах 10 номером в партийном списке. В Раде является первым заместителем председателя Комитета по вопросам молодежи и спорта, входит в группы по межпарламентским связям с Японией, с Соединённым Королевством Великобритании и Северной Ирландии и с Соединёнными Штатами Америки.

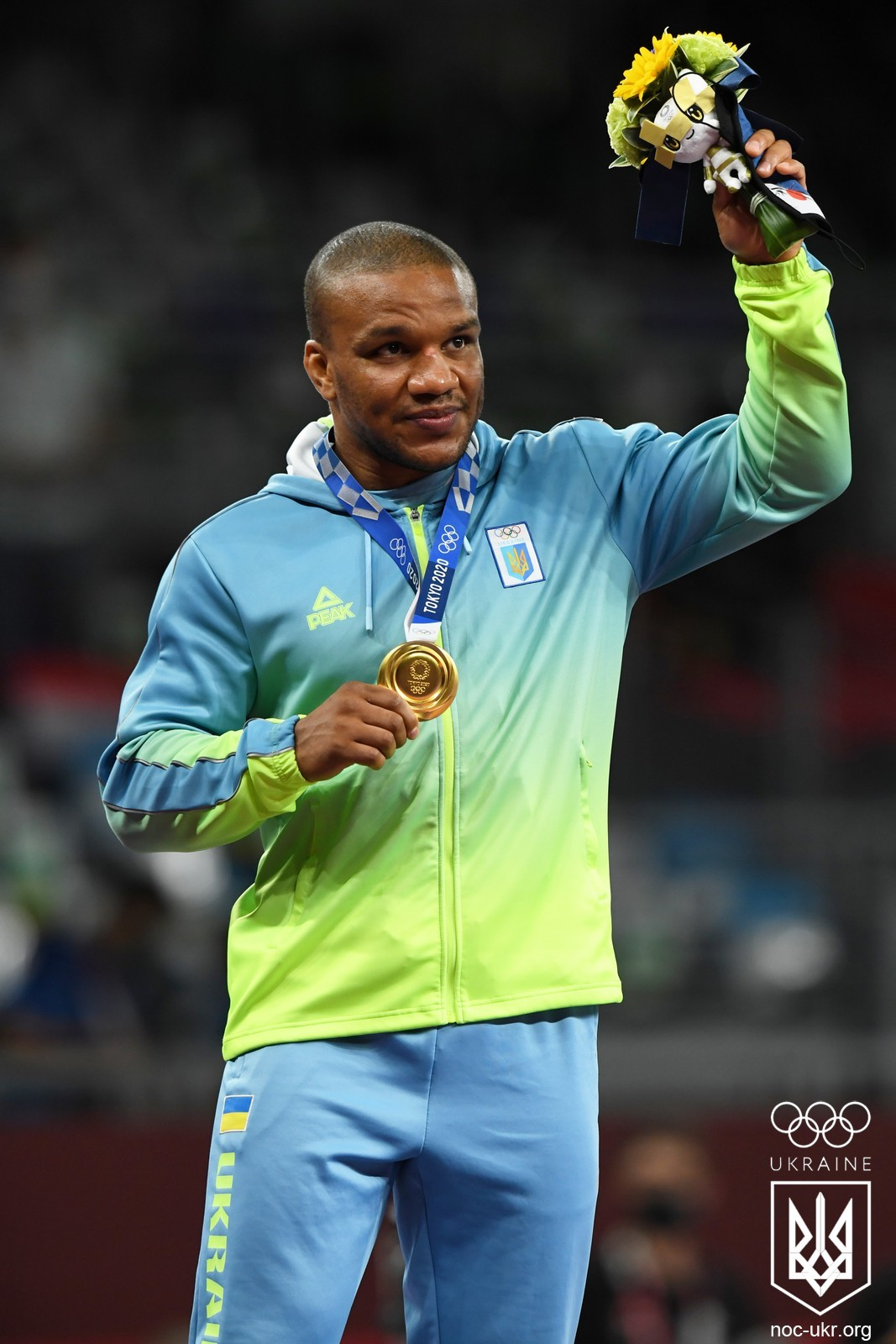
Беленюк с золотой медалью на Летних Олимпийских играх 2020 в Токио

В 2020 году вошел в рейтинг «30 самых перспективных украинцев до 30 лет» по версии Forbes (в категории «Спорт»).
7 декабря 2020 года включён в список украинских физических лиц, против которых российским правительством введены санкции.
В 2021 году выиграл золото на Олимпийских играх в Токио в категории до 87 кг. Это золото стало единственным для сборной Украины на соревнованиях в Японии.
6 октября 2021 года спортсмен заявил, что хочет продать свою награду, а вырученные деньги отдать на благотворительность.
8 августа 2024 года стал бронзовым призёром Олимпийских игр в Париже и завершил спортивную карьеру. Таким образом, Беленюк стал призёром трех Олимпиад: в 2016-м в Рио завоевал серебро, в 2021-м в Токио стал олимпийским чемпионом, а в 2024-м в Париже стал обладателем бронзовой награды.

## Награды
- Медаль «За труд и доблесть» (25 июля 2013 года) — «За достижение высоких спортивных результатов на XXVII Всемирной летней Универсиаде в Казани, проявленную самоотверженность и волю к победе, повышение международного авторитета Украины»[14].
- Орден «За заслуги» III степени (4 октября 2016) — за достижение высоких спортивных результатов на ХХХІ летних Олимпийских играх в Бразилии, проявленные самоотверженность и волю к победе[15].
- Орден «За заслуги» II степени (15 июля 2019) — за достижение высоких спортивных результатов на II Европейских играх в г. Минске (Республика Беларусь), проявленные самоотверженность и волю к победе[16].
- Орден «За заслуги» I степени (16 августа 2021) — за достижение высоких спортивных результатов на ХХХІІ летних Олимпийских играх в городе Токио (Япония), проявленные самоотверженность и волю к победе[17].
- наградное оружие — 9-мм пистолет Макарова (2020)[18]
- Заслуженный работник физической культуры и спорта Украины (23 августа 2024) — за достижение высоких спортивных результатов на ХХХІІІ летних Олимпийских играх в городе Париже (Французская Республика), проявленные самоотверженность и волю к победе, утверждение международного авторитета Украины<[1].